# Változatok egy Haydn-témára
A Változatok egy Haydn-témára (német címén Variationen über ein Thema von Jos. Haydn) 1873-ban komponált Johannes Brahms műve, ami két változatban készült el: az op. 56a. jelű zenekari, illetve az op. 56b. jelű kétzongorás kompozíció. Közülük a zenekari változat az ismertebb, bemutatója 1873-ban volt Bécsben.

## A mű születése
Brahms barátja, Carl Ferdinand Pohl, a Bécsi Filharmoniai Társaság könyvtárosa mutatott egy kéziratos kottát, amely szerinte Haydn egyik fúvós művét, az 1. divertimentót tartalmazta. Ennek a második tétele volt a Chorale St. Antoni (Szent Antal korál) című zarándokének, ami megragadta Brahms figyelmét, lemásolta jegyzetfüzetébe, és ezt a témát használta fel variációsorozata megalkotásakor. A Haydn-variációkat 1873 nyarán komponálta a bajorországi Tutzingban, nyaralása közben. A zenekari változat bemutatója 1873. november 2-án volt Bécsben, a Bécsi Filharmonikus Zenekart maga Brahms dirigálta. A kompozíciót egyértelmű elismeréssel fogadta a közönség, és nem sokkal később Lipcsében és Londonban is bemutatták. A kétzongorás verziót Brahms a bemutató után készítette el.
A 2000-es évek elején felmerült, hogy a nevezett téma talán nem is Haydn alkotása, nem illik bele Haydn stílusába, talán Ignaz Pleyel írta, esetleg más, eddig ismeretlen forrásból származik. Az állítás körül kialakult vita a mai napig tart, de Haydn szerzőségét már egyértelműen megkérdőjelezi a szakma.

## A zene
Brahms műve 1873-ban született, nem sokkal az 1. szimfónia előtt, ily módon a Haydn-variációk a szimfóniák előtanulmányának is tekinthetők, azoknak a szimfóniáknak, amiknek a komponálásához Brahms oly nehezen látott neki.
A darab a téma, a koráldallam bemutatásával kezdődik, majd a kilenc variáció következik – mindegyik másik hangon, más karakterrel. Az első variáció a korál három utolsó ütemét használja fel, mintegy előkészülve a következő nyolc variációra. A második moll hangnemű változat az első öt ütemet dolgozza fel, pontozott ritmusú, éles dinamikus kontrasztokkal. A harmadik és a negyedik lírai, sőt derűsnek mondható variáció, amelyekben a motívumok és a zenei színek vándorolnak egyik hangszerről a másikra. Az ötödik variáció jellegében Mendelssohn Szentivánéji álombeli tündérvilágára emlékeztet. A hatodik némileg harcias karaktert hordoz, mindamellett dallamos és harmonikus. A hetedik variáció kerül a legtávolabbra a koráldallamtól, könnyed hármas lüktetésű tánc, szinte keringő. A nyolcadik moll hangnemű variáció, sötét és lágy dinamikával, előkészítve az utat az utolsó variáció, a Finale számára, amelyben Brahms a barokk passacaglia formáját idézi fel, majd a végén diadalmasan tér vissza az eredeti koráltéma.
A kompozíció szakaszbeosztása a zenekari és a kétzongorás változatban is azonos, azaz a téma bemutatása után – a Finalét is beleértve – kilenc variáció hangzik fel, de a tempójelzések néhány helyen különböznek. Alább zárójelben a kétzongorás változat jelzései szerepelnek):
- Thema. Chorale St. Antoni. Andante
- 1. variáció: Andante con moto (Poco più animato)
- 2. variáció: Vivace (Più vivace)
- 3. variáció: Con moto
- 4. variáció: Andante (Andante con moto)
- 5. variáció: Poco presto (Vivace)
- 6. variáció: Vivace
- 7. variáció: Grazioso
- 8. variáció: Poco presto (Presto non troppo)
- Finale. Andante

## Hangszerelés
A szimfónia előadói apparátusa: piccolo, két fuvola, két oboa, két klarinét, két fagott, kontrafagott, négy kürt, üstdob, triangulum és a vonós hangszerek.
Előadása – tempóválasztástól függően – mintegy 13 percet vesz igénybe.

## Hallgassuk meg!
A Variációk kétzongorás változata, Neal és Nancy O’Doan előadásában:
|                           |             |                   |             |                         |
| Téma és az 1–3. variációk | 4. variáció | 5. és 6. variáció | 7. variáció | 8. variáció és a finále |

## Fordítás
- Ez a szócikk részben vagy egészben  a   Variations on a Theme by Haydn című angol Wikipédia-szócikk ezen változatának fordításán alapul.  Az eredeti cikk szerkesztőit annak laptörténete sorolja fel. Ez a jelzés csupán a megfogalmazás eredetét és a szerzői jogokat jelzi, nem szolgál a cikkben szereplő információk forrásmegjelöléseként.